# Adán en el islam
Adán (en árabe: آدم) es el primer ser humano y nabi (en árabe: نَـبِي‎, profeta) de la Tierra, según el Islam. El papel de Adán como padre de la raza humana es visto por los musulmanes con reverencia. Los musulmanes también se refieren a su esposa, Hawa (en árabe: حَـواء‎:, Eva), como la "madre de la humanidad". Los musulmanes ven a Adán como el primer musulmán, el Corán afirma que todos los profetas predicaron la misma fe del Islam (en árabe: إِسـلام‎:, 'sumisión' (a DIOS)).

## Narrativa creacionista islámica
Sintetizar el Corán con hadiz y exégesis islámica puede producir la siguiente explicación:
Antes de que Dios creara a Adán, Él ordenó a los arcángeles para que trajeran un puñado de polvo de la tierra. La tierra buscó refugio en Dios. Sólo Azrael tuvo éxito en la búsqueda de refugio en DIOS, al no regresar con las manos vacías como los otros arcángeles. Azrael tomó polvo de diferentes partes de la tierra, por lo que sus hijos pueden tener diferentes colores de piel. El hadiz agrega que Adán fue nombrado así por el barro del que fue hecho, o la piel (adim) de la tierra.
Volviendo al Corán, cuando Dios informó a los ángeles de que iba a colocar un sucesor en la Tierra, cuestionaron que el ser humano causaría derramamiento de sangre y daños, pero Él les dijo que sabía lo que ellos no sabían y enseñó a Adán los nombres de las cosas y ordenó a los ángeles que las llamaran así. Todos le obedecían hasta postrarse, excepto Iblis. Él dijo: "Estoy hecho de fuego, cuando Adán es de barro. Soy mejor que él. No voy a postrarme ante él". Dios creó a Adán de barro y le dio vida.
Una narración en la literatura islámica, ampliamente aceptada, pero no basada en el Corán, dice que mientras Adán dormía, Dios le quitó una costilla y creó a Eva; sin embargo, el método exacto de creación no se ha especificado. El Corán luego dice que Dios ordenó que Adán y Eva no se acercaran al único árbol en el jardín del Edén, pero Iblis pudo convencerlos de que lo hicieran. Entonces comenzaron a cubrirse porque descubrieron que estaban desnudos. Por eso Dios desterró a Adán y a Eva de la tierra. Los hadices sunitas no canónicos dicen que las frutas se convirtieron en espinas y que el embarazo se volvió peligroso. También dicen que Adán y Eva fueron separados, de modo que tuvieron que buscarse y finalmente se encontraron en el Monte Arafat.
La teología islámica no considera que el pecado de Adán deba ser llevado por todos sus hijos. El hadiz dice que cuando Adán estuvo en la tierra, Dios le enseñó cómo plantar semillas y a hornear pan. Esto iba a convertirse en el modelo a seguir por todos los hijos de Adán. Adán vivió aproximadamente mil años, aunque esto ha sido tema de debate.

## Significado de Adán
Adán debe ser visto como un arquetipo o como un símbolo para el surgimiento de la humanidad. Según la narrativa islámica de Adán, la humanidad ha aprendido gracias a Adán. Fue el primero en aprender a plantar, cosechar y hornear, y el primero en saber cómo arrepentirse y cómo enterrar adecuadamente a alguien. DIOS también le reveló las diferentes restricciones alimenticias y el alfabeto a Adán. Fue el primer profeta y se le revelaron 21 rollos que pudo escribir.
Adán también fue creado de la tierra. Es bien sabido que la tierra produce cultivos, sostiene animales y brinda refugio, entre muchas otras cosas. La Tierra es muy importante para la humanidad, por lo que su creación la hace muy distinta. Según algunos hadices, las distintas razas de personas se deben incluso a los diferentes colores del suelo que se utilizan para crear a Adán. El suelo también contribuyó a la idea de que hay personas buenas y malas y todo lo que hay en el mundo. Adán es una figura importante en muchas otras religiones además del Islam. La historia de Adán varía ligeramente entre las religiones, pero logra mantener un tema y una estructura generales.

## Descendientes de Adán
Aunque está en discusión, se ha dicho que Eva tuvo veinte embarazos con Adán, cada uno de los nacimientos consistió en un par de gemelos: un niño y una niña, en otras narraciones se ha dicho que Eva tuvo ciento veinte embarazos, cada uno era también un conjunto de gemelos. En las tradiciones chiitas, su primer hijo fue una niña, nacida sola, llamada 'Anāq. Según varias fuentes, DIOS tomó toda la progenie de Adán de su espalda mientras aún estaban en el cielo. Les preguntó a cada uno de ellos: "¿No soy tu señor?" como se lee en C 7: 172 y todos respondieron que sí. Por esta razón, se cree que todos los humanos nacen con un conocimiento innato de DIOS. Los hijos más famosos de Adán son Caín y Abel. A ambos hermanos se les pidió que ofrecieran sacrificios individuales a DIOS. DIOS aceptó el sacrificio de Abel debido a la justicia de Abel y Caín, por celos, lanzó una piedra a Abel, lo que llevó al primer asesinato en la historia de la humanidad: el asesinato de Abel por Caín. Cuando Adán lloraba a su hijo, predicaba a sus hijos acerca de DIOS y la fe en él. Cuando se acercó la muerte de Adán, nombró a su hijo Set como su sucesor.

## Adán en el Corán
La historia de Adán y la creación se realiza a lo largo del Corán. Hay referencias en los suras 2, 4, 5, 7, 15, 20, 21, 38 y otros.
Según el Corán, DIOS creó a la humanidad con arcilla, dio forma y luego ordenó a los ángeles que se inclinaran (se sometieran) a Adán. Iblis (Diablo) se negó por orgullo y fue desterrado del Jannah (Paraíso).

Según el Corán, DIOS ya había decidido antes de la creación de Adán que la humanidad (Adán y su progenie) se ubicaría en la tierra. El islam no atribuye la vida de la humanidad en la tierra como un castigo, sino como parte del plan de DIOS:
"'En verdad, voy a colocar a la humanidad generaciones tras generaciones en la tierra. Ellos (los ángeles) le dijeron: ¿Los colocarás a ellos que se harán maldad entre ellos y derramarán sangre, mientras que nosotros (los ángeles) te glorificaremos con alabanzas y gracias y te santificaremos?' DIOS dijo: 'Yo sé lo que ustedes no saben."
Luego, DIOS le enseñó a Adán los nombres de todas las cosas y reunió a los ángeles frente a Adán para mostrarles que hay más en Adán de lo que ellos saben, particularmente la alta capacidad intelectual de Adán:
"Y enseñó a Adán los nombres de todo. Entonces le dijo a los ángeles, "Infórmenme de los nombres de estos, si son sinceros." Y ellos le dijeron: "Gloria a ti (dijeron los ángeles), no tenemos ninguno conocimiento, excepto lo que nos has enseñado: En verdad eres TÚ perfecto en conocimiento y sabiduría." Dijo: "¡O Adán! diles sus nombres." Entonces DIOS les dijo (a los ángeles): " no les dije que sé los secretos del cielo y la tierra, y sé lo que revelan y lo que ocultan"
 DIOS ordena a los ángeles que se inclinen ante Adán. Todos obedecieron, a excepción de Iblis, quien siente que él fue hecho de fuego y no debe inclinarse ante Adán, que fue hecho de tierra. Su desobediencia al mandato de DIOS seguido de su orgullo hizo que DIOS le retirara su favor:
"Y he aquí, le dijo a los ángeles:" Inclinense ante Adán "y ellos se inclinaron. No así Iblis: se negó y era altanero: era de los que rechazan la fe (de los que son desobedientes)". (2:34)
Más tarde, DIOS coloca a Adán y a Eva en el jardín y les dice que tienen libertad para disfrutar de sus frutos, excepto que no se acerquen a cierto árbol: (2:35)
" Dijo: "¡O Adán! habita tú y tu esposa en el jardín; y come de forma abundante de sus frutos; pero no te acerques a este árbol porque te encontrarás con el daño y la transgresión."
 Satanás engaña a Adán y a Eva para que coman los frutos del árbol: (2:36)
"Entonces Satanás hizo que salieran del (jardín), y perdieran el estado (de felicidad) del que gozaban. Y dijo: "Salgan, todos (ustedes), habrá enemistad de unos hacia otros. La tierra será su morada y su medio de vida, por un tiempo".
Adán y Eva sienten mucho remordimiento por sus acciones, entonces DIOS se dirige a Adán con misericordia y lo consuela: (2:37)
"Entonces Adán aprendió de las palabras del SEÑOR, y sintió su Misericordia".
 Luego, DIOS le informa a Adán que le enviará su guía a él y a su progenie: (2:38)
" Dijo: "Salgan todos ustedes de este lugar (el jardín), cuando quieran MI ORIENTACIÓN sigan MI GUÍA, y no tendrán por qué temer, ni lamentarse de nada".
 En el Jardín del Edén, Satanás (a menudo identificado como Iblis) engaña a Adán y a Eva para que desobedezcan a DIOS al probar el fruto del árbol prohibido. DIOS, envía a Adán y Eva al resto de la tierra.
El Corán también describe a los dos hijos de Adán y Eva, Caín y Abel.